# Velma Dunn
Velma Clancy Dunn, född 9 oktober 1918 i Monrovia i Kalifornien, död 8 maj 2007 i Whittier i Kalifornien, var en amerikansk simhoppare.
Dunn blev olympisk silvermedaljör i höga hopp vid sommarspelen 1936 i Berlin.